# Montagnac-sur-Auvignon
Pour les articles homonymes, voir Montagnac.
Montagnac-sur-Auvignon est une commune du Sud-Ouest de la France, située dans le département de Lot-et-Garonne, en région Nouvelle-Aquitaine.

## Géographie

### Localisation
Au sud du département de Lot-et-Garonne, dans le Brulhois, la commune de Montagnac-sur-Auvignon est incluse dans l'aire urbaine d'Agen et s'étend sur 22,69 km2. L'altitude minimale, 48 mètres, se trouve à l'extrême nord-ouest, au lieu-dit le Moulin de Berguefave, là où l'Auvignon quitte la commune pour servir de limite entre celles d'Espiens et de Montesquieu. L'altitude maximale avec 196 mètres est localisée au sud-est, au lieu-dit Jolifourcaud.

### Communes limitrophes
Montagnac-sur-Auvignon est limitrophe de sept autres communes.
Les communes limitrophes sont  Calignac, Espiens, Moncaut, Montesquieu, Sainte-Colombe-en-Bruilhois, Saumont et Sérignac-sur-Garonne.
|          | Montesquieu            | Sérignac-sur-Garonne        |
| Espiens  | Montagnac-sur-Auvignon | Sainte-Colombe-en-Bruilhois |
| Calignac | Saumont                | Moncaut                     |

### Hydrographie
Comme son nom l'indique, elle est arrosée par l'Auvignon ainsi que par son affluent, le Petit Auvignon qui, tous deux, marquent la limite territoriale à l'ouest, séparant la commune de Calignac et d'Espiens.

### Accès
Le bourg de Montagnac-sur-Auvignon, situé sur une colline qui domine les plaines des deux cours d'eau précités, se trouve à moins d'un kilomètre des routes départementales (RD) 7 et 286. Il se situe, en distances orthodromiques, dix kilomètres à l'est de Nérac et treize kilomètres à l'ouest-sud-ouest d'Agen.
Le territoire communal est également desservi au sud par la RD 656.

### Climat
Pour des articles plus généraux, voir Climat de la Nouvelle-Aquitaine et Climat de Lot-et-Garonne.
Historiquement, la commune est exposée à un climat océanique aquitain.  
En 2020, Météo-France publie une typologie des climats de la France métropolitaine dans laquelle la commune est exposée à un climat océanique altéré et est dans la région climatique Aquitaine, Gascogne, caractérisée par une pluviométrie abondante au printemps, modérée en automne, un faible ensoleillement au printemps, un été chaud (19,5 °C), des vents faibles, des brouillards fréquents en automne et en hiver et des orages fréquents en été (15 à 20 jours).
Pour la période 1971-2000, la température annuelle moyenne est de 13,1 °C, avec une amplitude thermique annuelle de 15,6 °C. Le cumul annuel moyen de précipitations est de 768 mm, avec 11,2 jours de précipitations en janvier et 6,5 jours en juillet. Pour la période 1991-2020, la température moyenne annuelle observée sur la station météorologique la plus proche, située sur la commune d'Estillac à 8 km à vol d'oiseau, est de 13,8 °C et le cumul annuel moyen de précipitations est de 708,2 mm,. Pour l'avenir, les paramètres climatiques de la commune estimés pour 2050 selon différents scénarios d’émission de gaz à effet de serre sont consultables sur un site dédié publié par Météo-France en novembre 2022.

## Urbanisme

### Typologie
Au 1er janvier 2024, Montagnac-sur-Auvignon est catégorisée commune rurale à habitat dispersé, selon la nouvelle grille communale de densité à sept niveaux définie par l'Insee en 2022.
Elle est située hors unité urbaine. Par ailleurs la commune fait partie de l'aire d'attraction d'Agen, dont elle est une commune de la couronne,. Cette aire, qui regroupe 81 communes, est catégorisée dans les aires de 50 000 à moins de 200 000 habitants,.

### Occupation des sols

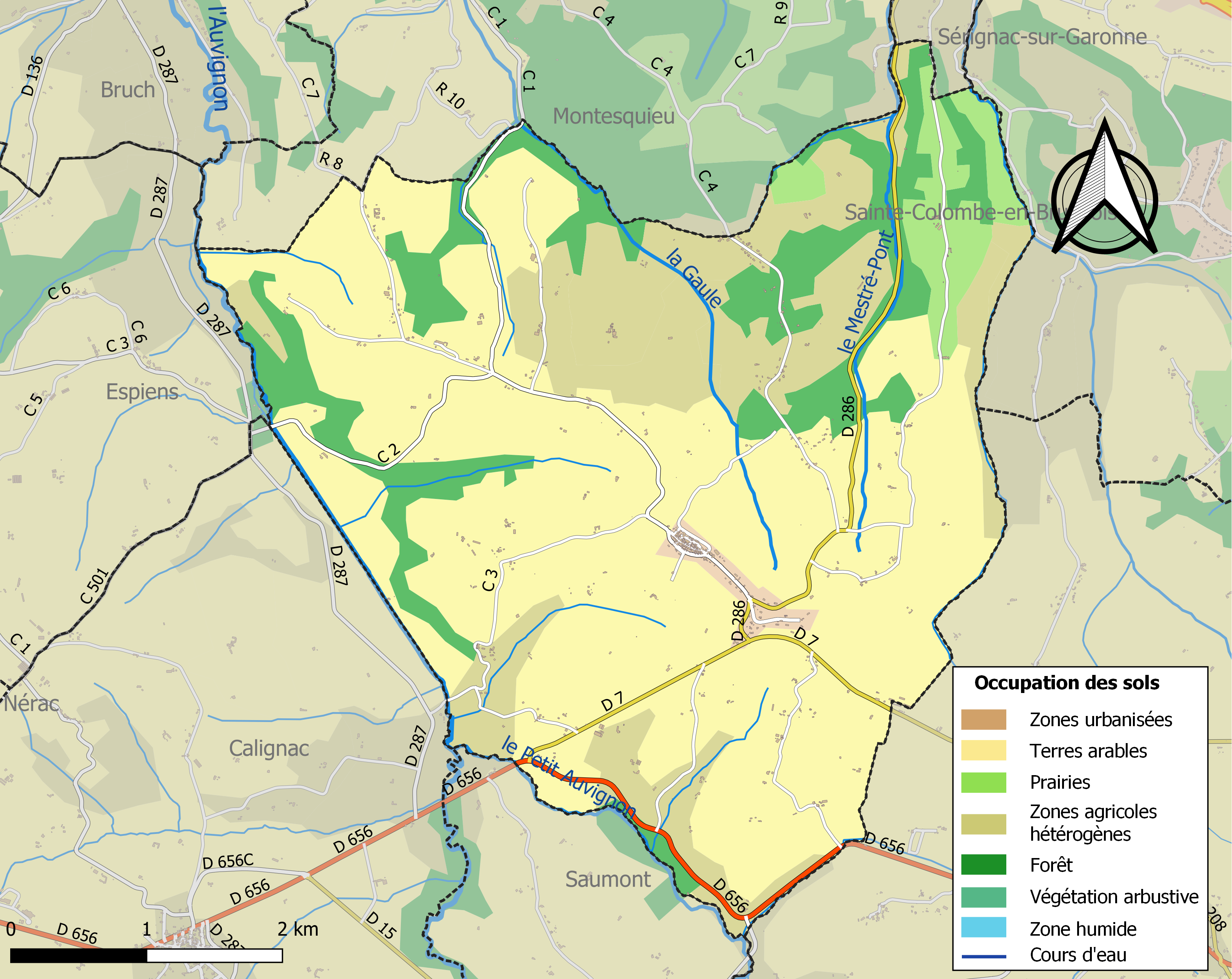
Carte des infrastructures et de l'occupation des sols de la commune en 2018 (CLC).

L'occupation des sols de la commune, telle qu'elle ressort de la base de données européenne d’occupation biophysique des sols Corine Land Cover (CLC), est marquée par l'importance des territoires agricoles (85,1 % en 2018), en diminution par rapport à 1990 (86,9 %). La répartition détaillée en 2018 est la suivante : 
terres arables (60,9 %), zones agricoles hétérogènes (20,2 %), forêts (13,6 %), prairies (4 %), zones urbanisées (1,3 %). L'évolution de l’occupation des sols de la commune et de ses infrastructures peut être observée sur les différentes représentations cartographiques du territoire : la carte de Cassini (XVIIIe siècle), la carte d'état-major (1820-1866) et les cartes ou photos aériennes de l'IGN pour la période actuelle (1950 à aujourd'hui).

### Risques majeurs
Le territoire de la commune de Montagnac-sur-Auvignon est vulnérable à différents aléas naturels : météorologiques (tempête, orage, neige, grand froid, canicule ou sécheresse), mouvements de terrains et séisme (sismicité très faible). Il est également exposé à un risque technologique,  le transport de matières dangereuses. Un site publié par le BRGM permet d'évaluer simplement et rapidement les risques d'un bien localisé soit par son adresse soit par le numéro de sa parcelle.

#### Risques naturels
Les mouvements de terrains susceptibles de se produire sur la commune sont des affaissements et effondrements liés aux cavités souterraines (hors mines), des glissements de terrain et des tassements différentiels. Afin de mieux appréhender le risque d’affaissement de terrain, un inventaire national permet de localiser les éventuelles cavités souterraines sur la commune.

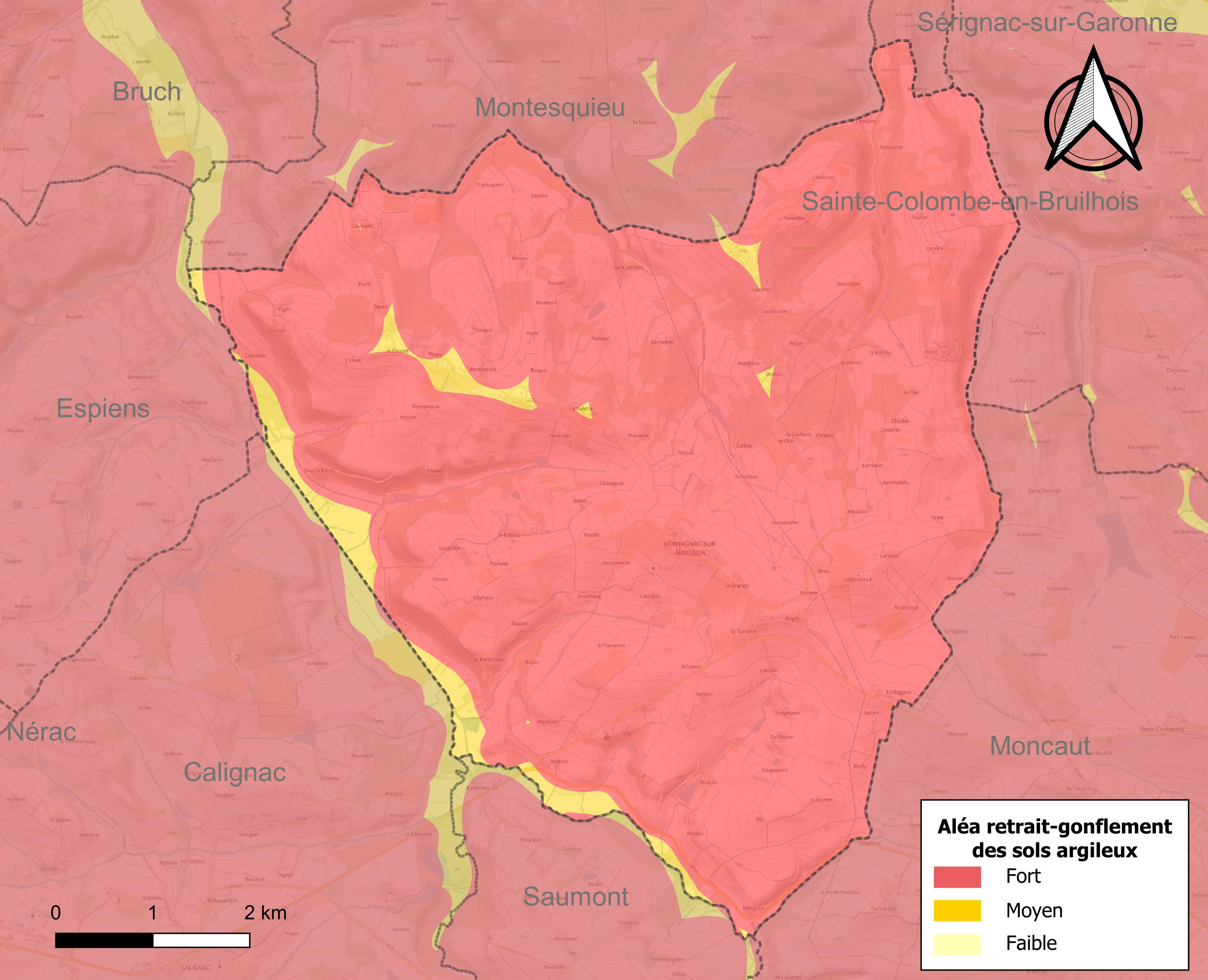
Carte des zones d'aléa retrait-gonflement des sols argileux de Montagnac-sur-Auvignon.

Le retrait-gonflement des sols argileux est susceptible d'engendrer des dommages importants aux bâtiments en cas d’alternance de périodes de sécheresse et de pluie. La totalité de la commune est en aléa moyen ou fort (91,8 % au niveau départemental et 48,5 % au niveau national). Depuis le 1er octobre 2020, en application de la loi ELAN, différentes contraintes s'imposent aux vendeurs, maîtres d'ouvrages ou constructeurs de biens situés dans une zone classée en aléa moyen ou fort,.
La commune a été reconnue en état de catastrophe naturelle au titre des dommages causés par les inondations et coulées de boue survenues en 1982, 1999, 2009 et 2021, par la sécheresse en 1989, 2002, 2003, 2005, 2006 et 2017 et par des mouvements de terrain en 1999.

## Histoire
Site préhistorique, occupé à l'époque gallo-romaine. Ancienne bastide faisant partie du Brulhois, elle reçut une charte de coutumes en 1278. Le territoire, qui dépendait du diocèse de Condom, était partagé entre plusieurs seigneuries.
Le village s'est formé autour de l'église paroissiale, entourée de fortifications et défendue au sud-est par un château, mentionné en 1275. Montagnac est érigé en baronnie en 1442. En 1580, la ville est prise par Biron : l'église a souffert des guerres de religion. Une partie des demeures date du XVIe et du début du XVIIe siècle et les fortifications sont réparées à plusieurs reprises au cours du XVIIe siècle. Lors de la Fronde, nombre de maisons sont détruites. Le clocher de l'église, situé au centre du village, était un point d’observation. Sa flèche de 18 mètres de haut a été détruite par la foudre en 1782.
Une période de prospérité commence au XVIIIe siècle, si bien qu'au début du XIXe siècle, la reconstruction ou la modernisation d'une grande partie des demeures du village a lieu. 
La reconstruction de l’église date du XVIIe siècle, celle de sa porte occidentale au XVIIIe siècle. En 1805, la porte d'Agen qui menaçait ruine est détruite.

## Politique et administration
| Période                                  | Période   | Identité         | Étiquette | Qualité                      |
| ---------------------------------------- | --------- | ---------------- | --------- | ---------------------------- |
| Les données manquantes sont à compléter. |           |                  |           |                              |
|                                          |           |                  |           |                              |
| juin 1995                                | mars 2001 | Didier Bonne     |           |                              |
| mars 2001 (réélu en mai 2020)            | En cours  | Jean-Louis Tolot |           | Agriculteur, ancien rugbyman |

## Population et société

### Démographie
L'évolution du nombre d'habitants est connue à travers les recensements de la population effectués dans la commune depuis 1793. Pour les communes de moins de 10 000 habitants, une enquête de recensement portant sur toute la population est réalisée tous les cinq ans, les populations de référence des années intermédiaires étant quant à elles estimées par interpolation ou extrapolation. Pour la commune, le premier recensement exhaustif entrant dans le cadre du nouveau dispositif a été réalisé en 2007.

En 2022, la commune comptait 641 habitants, en évolution de +4,4 % par rapport à 2016 (Lot-et-Garonne : −0,18 %, France hors Mayotte : +2,11 %).
| 1793  | 1800 | 1806 | 1821 | 1831  | 1836  | 1841  | 1846  | 1851  |
| ----- | ---- | ---- | ---- | ----- | ----- | ----- | ----- | ----- |
| 1 095 | 840  | 837  | 881  | 1 177 | 1 130 | 1 204 | 1 127 | 1 040 |

| 1856  | 1861  | 1866  | 1872 | 1876 | 1881 | 1886 | 1891 | 1896 |
| ----- | ----- | ----- | ---- | ---- | ---- | ---- | ---- | ---- |
| 1 042 | 1 044 | 1 000 | 936  | 922  | 847  | 802  | 755  | 713  |

| 1901 | 1906 | 1911 | 1921 | 1926 | 1931 | 1936 | 1946 | 1954 |
| ---- | ---- | ---- | ---- | ---- | ---- | ---- | ---- | ---- |
| 698  | 719  | 684  | 571  | 565  | 581  | 621  | 580  | 523  |

| 1962 | 1968 | 1975 | 1982 | 1990 | 1999 | 2006 | 2007 | 2012 |
| ---- | ---- | ---- | ---- | ---- | ---- | ---- | ---- | ---- |
| 551  | 513  | 457  | 445  | 476  | 497  | 561  | 570  | 609  |

| 2017 | 2022 | - | - | - | - | - | - | - |
| ---- | ---- | - | - | - | - | - | - | - |
| 615  | 641  | - | - | - | - | - | - | - |

## Sports et Loisirs
- Terrain national de moto-cross ;
- Terrain de beach-volley ;
- En 1992, le village accueille le championnat d'échecs de jeunes de Lot-et-Garonne.
- Club de tennis: Montagnac ecureuils

## Culture locale et patrimoine

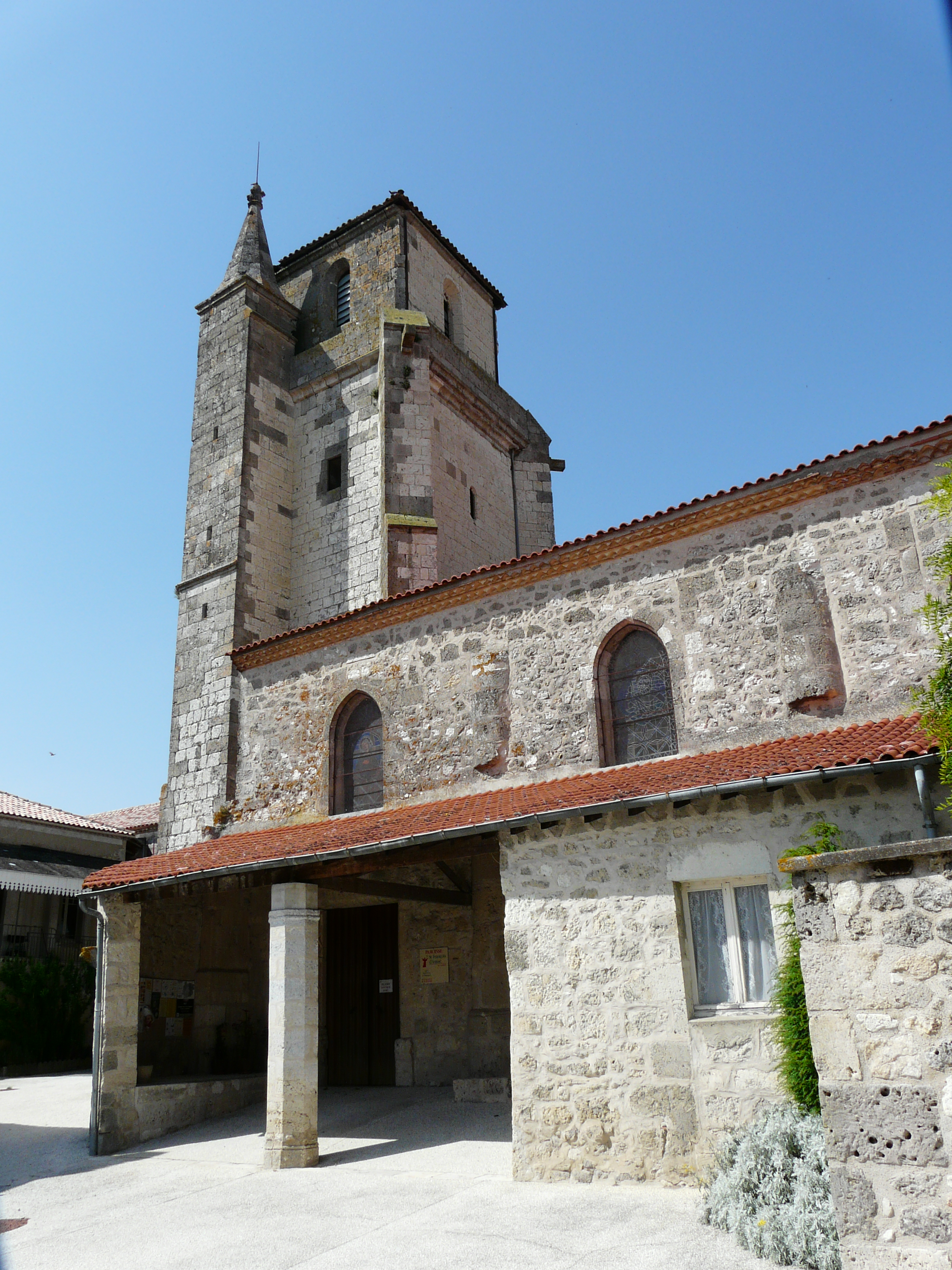
Église Notre-Dame.

### Lieux et monuments
- Église paroissiale Notre-Dame, des XVIe, XVIIe et XIXe siècles, inscrite au titre des monuments historiques en 1929[26].
- Église Saint-Loup de Montagnac-sur-Auvignon. Elle est inscrite à l'Inventaire général du patrimoine culturel[27].
- Ancienne église paroissiale Saint-Jean du XVIe siècle devenue chapelle funéraire[28].
- Vestiges du château et enceinte du village[29].
- Château de Peyrecave[30].
- Tour de l'ancien château de Révignan, ou Révignon[31].
- Château Saint-Loup : bâti sur des vestiges médiévaux, le château fut reconstruit au XIXe siècle[32]. Il est aujourd'hui accessible pour un séjour en gîte ou en chambres d'hôtes. Plusieurs éléments y sont notables :
  - une chapelle de 1877 a remplacé l'ancienne église paroissiale Saint-Loup du XIIe siècle, détruite, mais en remployant deux chapiteaux de l'ancien édifice[33] ;
  - un colombier à arcades est situé dans le parc ;
  - un pan de mur de construction romaine a été découvert dans le château. Il y avait également un lit de ciment contre le mur, où se trouvait une mosaïque, dont un fragment de cubes blancs et bleus a été retrouvé. Des colonnes en marbre rouge des Pyrénées ont également été retrouvées dans ce même lieu.

Anecdote :
Un sarcophage ancien se trouvait au fond du chœur de l’église de Saint-Loup. Il était vénéré par le peuple en raison de son pouvoir de guérison de la migraine. En effet, si l’on passait la tête dans un trou à l’une des extrémités du sarcophage, le mal de tête disparaissait. L’autorité civile avait voulu retirer le sarcophage. Celui-ci fut mis dans un chariot. Cependant, il s’avéra impossible de le faire rouler au-delà de la ville. On le remit alors dans l’église.

### Personnalités liées à la commune
- Joseph Teulère (1750-1824), ingénieur en chef des ponts et chaussées ayant rehaussé le phare de Cordouan ;
- Jean-Louis Tolot (1957-), maire de la commune depuis 2001, ancien joueur de rugby à XV d'Agen et de l'équipe de France de rugby à XV, est né à Montagnac-sur-Auvignon.